# Roko Banana
Roko Banana és un grup de música català d'indie-rock format a Banyoles el 2016 per Mak Dzinovic (guitarra i veu), Àlex Abad (bateria i veu) i Edu Rodríguez (baix i veu).
Van guanyar el concurs de música emergent "Intro" amb el que van poder gravar el primer disc, i el 2018 van passar pel concurs Sona9.
El 2024 publiquen el seu tercer disc, Fins que surti el sol (Aloud Music, 2024) amb un estil punk modern i indie més underground i gira sobre el fet de sentir-se perdut i incomprès en un món hostil i deshumanitzat.

## Discografia
- Madness & Coffee (autoeditat, 2018)
- El veïnat (autoeditat, 2021)
- Finalment principis (EP, autoeditat, 2022)[4]
- Fins que surti el sol (Aloud Music, 2024)[3]